# Giorgio Bernini
Giorgio Bernini (Bologna, 9 novembre 1928 – Bologna, 22 ottobre 2020) è stato un giurista e politico italiano, attivo nell'ambito degli arbitrati internazionali e del diritto della concorrenza.

## Biografia
Nato a Bologna nel 1928 e laureato in giurisprudenza nel 1950, avvocato dal 1951 e cassazionista dal 1965, è stato professore universitario a Ferrara (1964 - 1966) e Padova (1966 - 1970) per poi continuare la sua attività accademica soprattutto con atenei stranieri.
Ha collaborato spesso con l'ONU: fu membro della commissione del diritto sugli scambi internazionali (1969 - 1972) e dell'organizzazione non-governativa delle Nazioni Unite (1986 - 1994), di cui era presidente onorario.
Eletto deputato nella Circoscrizione Umbria alla Camera dei deputati nel 1994 nelle liste di Forza Italia con la coalizione del Polo delle Libertà, fu Ministro del commercio con l'estero nel primo governo Berlusconi. A partire dal 1996 si allontanò dalla politica.
Nel 1999 si dimise dall'Autorità Garante della Concorrenza e del Mercato (cosiddetto Antitrust) per poter tornare a svolgere la professione di avvocato privatamente. Nel 2001 venne nominato presidente della Rete Ferroviaria Italiana e vicepresidente della Confindustria del Lazio.
Bernini è stato anche autore di diversi libri e articoli di giurisprudenza, la maggior parte riguardanti l'arbitrato internazionale, infatti è rimasto molto attivo in tale ambito come uno degli arbitri italiani più conosciuti all'estero. 
È morto a Bologna all’età di 91 anni la notte del 22 ottobre 2020. Sua figlia Anna Maria Bernini ha prestato giuramento come Ministro dell'università e della ricerca il 22 ottobre 2022, a due anni esatti dalla morte del padre.

## Vita privata
Era il padre di Anna Maria Bernini, anche lei diventata nel 2011 e nel 2022 ministro di due governi di centrodestra, i governi Berlusconi IV e Meloni, dopo aver partecipato all'esperienza del Berlusconi I nel 1994-95.